# 2003年3月中国大陆

## 3月3日
- 3月3日至14日，全国政协十届一次会议举行，选举贾庆林为全国政协主席。

## 3月5日
- 第十届全国人大一次会议举行，选举胡锦涛为中华人民共和国主席，江泽民为国家军委主席，吴邦国为全国人大常委会委员长，曾庆红为中华人民共和国副主席。

## 3月9日
- 中共中央总书记胡锦涛在中央人口资源环境工作座谈会上指出，要加快转变经济增长方式，将循环经济的发展理念贯穿到区域经济发展、城乡建设和产品生产之中，使资源得到最有效的利用[1]。

## 3月16日
- 中华人民共和国主席胡锦涛发布第一号主席令，根据中华人民共和国第十届全国人民代表大会第一次会议的决定，任命温家宝为中华人民共和国国务院总理[2]。

## 3月17日
- 中华人民共和国主席胡锦涛发布第二号主席令，根据中华人民共和国第十届全国人民代表大会第一次会议的决定[3]，
  - 任命黄菊、吴仪、曾培炎、回良玉为国务院副总理；
  - 任命周永康、曹刚川、唐家璇、华建敏、陈至立为国务委员；
  - 任命华建敏为国务院秘书长（兼）；
  - 任命李肇星为外交部部长；
  - 任命曹刚川为国防部部长；
  - 任命马凯为国家发展和改革委员会主任；
  - 任命周济为教育部部长；
  - 任命徐冠华为科学技术部部长；
  - 任命张云川为国防科学技术工业委员会主任；
  - 任命李德洙（朝鲜族）为国家民族事务委员会主任；
  - 任命周永康为公安部部长（兼）；
  - 任命许永跃为国家安全部部长；
  - 任命李至伦为监察部部长；
  - 任命李学举为民政部部长；
  - 任命张福森为司法部部长；
  - 任命金人庆为财政部部长；
  - 任命张柏林为人事部部长；
  - 任命郑斯林为劳动和社会保障部部长；
  - 任命田凤山为国土资源部部长；
  - 任命汪光焘为建设部部长；
  - 任命刘志军为铁道部部长；
  - 任命张春贤为交通部部长；
  - 任命王旭东为信息产业部部长；
  - 任命汪恕诚为水利部部长；
  - 任命杜青林为农业部部长；
  - 任命吕福源为商务部部长；
  - 任命孙家正为文化部部长；
  - 任命张文康为卫生部部长；
  - 任命张维庆为国家人口和计划生育委员会主任；
  - 任命周小川为中国人民银行行长；
  - 任命李金华为审计署审计长。

## 3月27日
- 中华人民共和国国务院发出《关于全面推进农村税费改革试点工作的意见》[4]。